# Jakarta-Charta

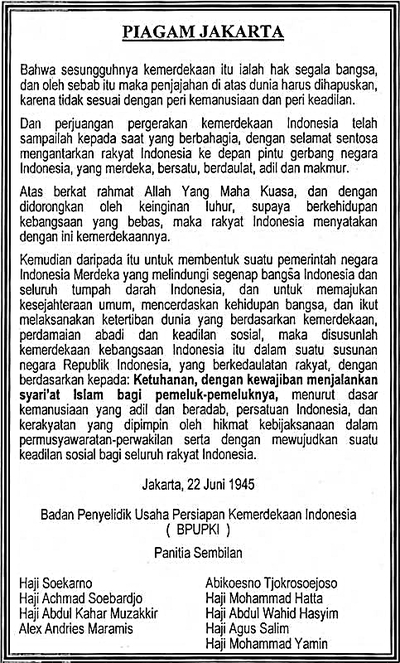
Indonesischer Text der Jakarta-Charta in neuer Schreibweise. Der entscheidende Passus mit den „sieben Wörtern“ ist fettgedruckt.

Die Jakarta-Charta (indonesisch Piagam Jakarta) ist ein Entwurf zur Präambel der Verfassung der Republik Indonesien, der am 22. Juni 1945 von einer Sonderkommission des „Untersuchungsausschusses zur Vorbereitung der Unabhängigkeit Indonesiens“ (Badan Penyelidikan Usaha-Usaha Persiapan Kemerdekaan; BPUPK) in Jakarta vorgelegt wurde.
Das Dokument enthält die fünf Prinzipien der Pancasila-Ideologie, darüber hinaus aber auch eine Klausel, die die Muslime zur Einhaltung der Scharia verpflichtet. Dieser Zusatz, der auch als die „Sieben Wörter“ (tujuh kata) bekannt ist, wurde von der Kommission, die die Verfassung nach der Indonesischen Unabhängigkeitserklärung am 18. August 1945 endgültig festlegte und in Kraft setzte, allerdings wieder aus der Verfassung gestrichen. Während der 1950er Jahre, als die Verfassung von 1945 ausgesetzt war, forderten Vertreter der islamischen Parteien in Indonesien immer wieder die Rückkehr zur Jakarta-Charta. Sie betonten, dass sie das Ergebnis eines politischen Kompromisses zwischen nationalistischen und islamischen Delegierten im ersten Verfassungsgremium gewesen sei. Um den Vertretern des islamischen Lagers entgegenzukommen, verkündete Präsident Sukarno in seinem Dekret vom 5. Juli 1959, mit dem er die Verfassung von 1945 wieder einsetzte, dass die Jakarta-Charta die Verfassung „mit Leben erfülle“ und mit ihr „einen Verbund“ bilde. Über die Bedeutung dieser Aussage wurde in den folgenden Jahren viel gestritten: Während die Säkularisten darin nur eine Anerkennung der Jakarta-Charta als eines „historischen Dokuments“ sahen, meinten die islamischen Gruppen, dass durch dieses Dekret die Jakarta-Charta mit ihren „sieben Wörtern“ gesetzliche Bedeutung erhalten habe, und trieben auf dieser Grundlage die Einführung einer islamischen Rechtsordnung mit eigenen Gesetzen für die Muslime voran. Die Jakarta-Charta war erneut während der Verfassungsreformen zu Beginn der Reformasi-Ära (1999–2002) Gegenstand politischer Debatten, weil verschiedene islamische Parteien in dieser Zeit die Aufnahme der „Sieben Wörter“ in Artikel 29 der Verfassung forderten, der sich mit der Stellung der Religion im Staat und der Religionsfreiheit befasst. Die von den islamischen Parteien vorgelegten Änderungsanträge erhielten jedoch nicht die notwendige Mehrheit. Die Front Pembela Islam („Front der Islam-Verteidiger“) kämpft bis heute für die Wiedereinsetzung der Jakarta-Charta.

## Die Jakarta-Charta im Verfassungsprozess von 1945

### Vorgeschichte: Der BPUPK-Ausschuss und die Neuner-Kommission

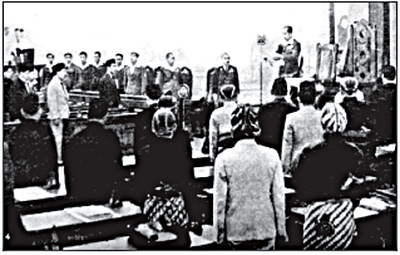
Die erste Konferenz des BPUPK vom 29. Mai bis 1. Juni 1945

Im Jahre 1942 besetzte Japan das Gebiet von Niederländisch-Indien und ersetzte die Niederländer als Kolonialmacht. Von Beginn der Besetzung an war die japanische Militärregierung auf die Zusammenarbeit der vorhandenen nationalistischen Führer angewiesen, um die Kosten der Besetzung und der Kriegführung möglichst niedrig zu halten. Um diese Zusammenarbeit mit den Nationalisten in Java möglichst effektiv zu gestalten, organisierte die japanische Militärregierung im frühen Januar 1944 die Massenbewegung Djawa Hōkōkai, welche die aufgelöste Pusat Tenaga Rakyat (PUTERA) ersetzte. Im Zusammenhang mit der sich anbahnenden japanischen Niederlage im Pazifikkrieg kündigte der japanische Premierminister Koiso Kuniaki im September 1944 die „zukünftige Unabhängigkeit des gesamten indonesischen Volkes“ an.
Mit Bezug darauf setzte die japanische Militärbehörde in Java Anfang März 1945 den „Untersuchungsausschuss zur Vorbereitung der Unabhängigkeit“ (indones. Badan Penyelidikan Usaha-Usaha Persiapan Kemerdekaan, BPUPK; japan. Dokuritsu Junbi Chōsa-kai) ein. Dieses Komitee, das durch die Ausarbeitung eines Verfassungsentwurfs die Grundlagen für die staatliche Identität Indonesiens legen sollte, bestand aus 62 indonesischen Mitgliedern, von denen 47 dem nationalistischen und 15 dem islamischen Lager angehörten. Die Vertreter des islamischen Lagers waren der Auffassung, dass die Verfassung des neuen Staates auf der Scharia gründen müsse. Vom 29. Mai bis 1. Juni 1945 kam die BPUPK in Jakarta zu einer ersten Konferenz zusammen. Auf dieser Konferenz hielt Sukarno am 1. Juni seine berühmte Rede, in der er die Prinzipien der Pancasila vorstellte.
Vor ihrem Auseinandergehen setzten die Delegierten der BPUPK eine achtköpfige Kleine Kommission (Panitia Kecil) ein, die von Sukarno geleitet wurde und die Aufgabe hatte, die von den anderen Delegierten eingereichten Vorschläge zu sammeln und zu beraten. Um die Spannungen zwischen den säkularen Nationalisten und den Vertretern des islamischen Lagers in diesem Gremium beizulegen, bildete Sukarno am 18. Juni eine neunköpfige Sonderkommission. Sie sollte einen Kompromiss für die Präambel der zukünftigen Verfassung ausarbeiten, der die Vertreter beider Lager zufriedenstellte. In dieser Neuner-Kommission (Panitia Sembilan), die von Sukarno geleitet wurde, vertraten vier Mitglieder das islamische Lager und fünf das säkular-nationalistische Lager. Die Mitglieder der Neuner-Kommission waren:
| Name (Lebensdaten)                    | Ausrichtung                                 | Gruppierung                                    | Bild |
| ------------------------------------- | ------------------------------------------- | ---------------------------------------------- | ---- |
| Agus Salim (1884–1954)                | Islam-Nationalist                           | Sarekat Islam                                  |      |
| Abikoesno Tjokrosoejoso (1897–1968)   | Islam-Nationalist                           | Partai Serikat Islam Indonesia (PSII)          |      |
| Wahid Hasjim (1914–1953)              | Islam-Nationalist                           | Nahdlatul Ulama                                |      |
| Abdoel Kahar Moezakir (1907–1973)     | Islam-Nationalist                           | Muhammadiyah                                   |      |
| Sukarno (1901–1970)                   | Säkular-Nationalist                         | Partai Nasional Indonesia, Pusat Tenaga Rakyat |      |
| Mohammad Hatta (1902–1980)            | Säkular-Nationalist                         | Partai Nasional Indonesia, Pusat Tenaga Rakyat |      |
| Achmad Soebardjo (1896–1978)          | Säkular-Nationalist                         |                                                |      |
| Mohammad Yamin (1903–1962)            | Säkular-Nationalist                         | Pusat Tenaga Rakyat                            |      |
| Alexander Andries Maramis (1897–1977) | Säkular-Nationalist, Vertreter der Christen | Perhimpunan Indonesia                          |      |

Am 22. Juni 1945 legte diese Kommission den folgenden Text als Vorschlag für die Präambel der Verfassung vor, der später von Mohammad Yamin als die „Jakarta-Charta“ (Piagam Djakarta) bezeichnet wurde.

### Text und Übersetzung der Jakarta-Charta
„Text in alter Schreibweise

Bahwa sesoenggoehnja kemerdekaan itoe jalah hak segala bangsa, dan oleh sebab itoe maka pendjadjahan diatas doenia haroes dihapoeskan, karena tidak sesoeai dengan peri-kemanoesiaan dan peri-keadilan.“

Deutsche Übersetzung

Da die Unabhängigkeit wahrhaftig das Recht eines jeden Volkes ist, muss der Kolonialismus von der Erde beseitigt werden, weil er nicht mit der Menschlichkeit und Gerechtigkeit im Einklang steht.

”Dan perdjoeangan pergerakan kemerdekaan Indonesia telah sampailah kepada saat jang berbahagia dengan selamat-sentaoesa mengantarkan rakjat Indonesia kedepan pintoe gerbang Negara Indonesia jang merdeka, bersatoe, berdaoelat, adil dan makmoer.”

„Der Kampf der Bewegung für die Unabhängigkeit Indonesiens ist nun sicher zu dem glücklichen Augenblick gelangt, an dem das indonesische Volk wohlbehalten vor dem Tor eines indonesischen Staates steht, der unabhängig, vereint, souverän, gerecht und wohlhabend ist.“

”Atas berkat Rahmat Allah Jang Maha Koeasa, dan dengan didorongkan oleh keinginan luhur, soepaja berkehidupan kebangsaan jang bebas, maka rakjat Indonesia dengan ini menjatakan kemerdekaanja.”

„Mit dem Segen und der Gnade Gottes des Allmächtigen und getrieben durch den aufrichtigen Wunsch, dass sich das nationale Leben frei entfalten möge, erklärt das indonesische Volk hiermit seine Unabhängigkeit.“

”Kemoedian dari pada itu untuk membentoek soeatu Pemerintah Negara Indonesia jang melindungi segenap bangsa Indonesia dan seloeroeh toempah-dara Indonesia, dan oentoek memadjoekan kesedjahteraan oemoem, mentjerdaskan kehidoepan bangsa, dan ikoet melaksanakan ketertiban doenia jang berdasarkan kemerdekaan, perdamaian abadi dan keadilan sosial, maka disoesoenlah kemerdekaan kebangsaan Indonesia itoe dalam soeatu hoekoem dasar Negara Indonesia jang terbentuk dalam soeatu soesoenan negara Republik Indonesia, jang berkedaoelatan rakjat, dengan berdasar kepada: ke-Toehanan, dengan kewadjiban mendjalankan sjari'at Islam bagi pemeloek-pemeloeknja, menoeroet dasar kemanoesiaan jang adil dan beradab, persatoean Indonesia, dan kerakjatan jang dipimpin oleh hikmat kebidjaksanaan dalam permoesjawaratan/perwakilan serta dengan mewoedjoedkan soeatu keadilan sosial bagi seloeroeh rakjat Indonesia.”

„Hernach, um eine Regierung des Staates Indonesien zu bilden, die das ganze indonesische Volk und das ganze indonesische Heimatland schützt, und um die öffentliche Wohlfahrt zu fördern, das Leben des Volkes zu entwickeln und eine Weltordnung mitzugestalten, die auf Freiheit, dauerndem Frieden und sozialer Gerechtigkeit gründet, wird die nationale Unabhängigkeit Indonesiens in einer Verfassung des Staates Indonesien festgelegt, welche in der Staatsform einer Republik Indonesien gestaltet wird, die das Volk zum souveränen Träger der Staatsgewalt macht und auf die göttliche Herrschaft, mit der Verpflichtung zur Ausübung der Scharia des Islams für dessen Anhänger, entsprechend gerechter und zivilisierter Humanität, die Einheit Indonesiens, und Demokratie, geleitet durch die kluge Politik von Beratung und Repräsentanz, gegründet ist und soziale Gerechtigkeit für das ganze indonesische Volk schafft.“

Das Dokument ist auf den 22. Juni 2605 des japanischen Koki-Kalenders, der dem 22. Juni 1945 entspricht, datiert und von den neun Mitgliedern der Sonderkommission unterzeichnet.

### Die Jakarta-Charta als Kompromiss
Die Jakarta-Charta enthält in ihrem vierten und letzten Absatz die fünf Prinzipien der Pancasila, die allerdings nicht explizit als solche bezeichnet werden:
1. göttliche Herrschaft, mit der Verpflichtung zur Einhaltung der islamischen Scharia für deren Anhänger,
2. gerechte und zivilisierte Menschlichkeit,
3. Einheit Indonesiens,
4. Demokratie, geleitet durch die kluge Politik von Beratung und Repräsentanz,
5. soziale Gerechtigkeit für das ganze indonesische Volk.[18]

Diese Version der Pancasila wird auch als die „Pancasila-Formel vom 22. Juni“ bezeichnet. Anders als in Sukarnos Rede vom 1. Juni 1945, in der die Pancasila-Lehre erstmals formuliert wurde, war in der Jakarta-Charta das fünfte Prinzip des ke-Toehanan – zu übersetzen als „göttliche Herrschaft“ oder „Glaube an Gott“ – an die erste Stelle gesetzt.
Der wichtigste Unterschied in dem Dokument war aber der an das erste Prinzip des ke-Toehanan angehängte Zusatz „mit der Verpflichtung zur Einhaltung der islamischen Scharia für deren Anhänger“ (dengan kewadjiban mendjalankan sjari'at Islam bagi pemeloek-pemeloeknja). Diese Formel, die in Indonesien als die „Sieben Wörter“ bekannt ist, erkannte den Status der Scharia für Muslime an, blieb hinsichtlich der Frage, wer zu ihrer Anwendung verpflichtet ist, der Staat oder das Individuum, aber bewusst uneindeutig. Mit diesem Kompromiss sollten die unterschiedlichen politischen Vorstellungen der BPUPK-Mitglieder zum Ausgleich gebracht werden.

### Die Durchsetzung des Kompromisses in der BPUPK

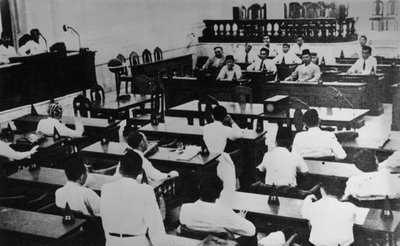
Die zweite Konferenz der BPUPK vom 10. bis 17. Juli 1945

Nach den Beratungen der Neuner-Kommission traf die BPUPK vom 10. bis 17. Juli 1945 unter Führung von Sukarno zu ihrem zweiten Treffen zusammen, um präliminarisch die Hauptprobleme im Zusammenhang mit der Verfassung, darunter auch den Präambel-Entwurf der Jakarta-Charta zu diskutieren. Sukarno machte die Jakarta-Charta am ersten Tag mit seinem Bericht über die Beratungen zur Verfassung, die seit dem ersten Treffen stattgefunden hatten, bekannt und berichtete, dass die Kleine Kommission sie einstimmig angenommen hatte. Der Kern ihrer Ideen, so brachte er vor, komme von den Mitgliedern der BPUPK.
Am zweiten Tag des Treffens, dem 11. Juli, erhoben drei Mitglieder Einwände gegen das Dokument. Der erste war Johannes Latuharhary, ein protestantischer Vertreter aus Ambon, der vorbrachte, dass die Sieben-Wörter-Formel die Minangkabau zwingen würde, ihr Adat-Recht zu ändern, und auf den Molukken Schwierigkeiten mit dem herkömmlichen Boden- und Erbrecht hervorrufen würde. Die beiden anderen waren Wongsonegoro (1887–1978), ein liberaler Javaner, und der Jurist Hoesein Djajadiningrat (1886–1960). Sie erhoben Einwände gegen die sieben Wörter, mit der Begründung, dass diese zu Fanatismus führen würden, weil sie den Eindruck erweckten, dass Muslime dazu gezwungen sein, die Scharia einzuhalten. Wahid Hasjim, eines der Mitglieder der Neuner-Kommission, argumentierte dagegen, dass einigen die sieben Wörter vielleicht zu weit gingen, umgekehrt es aber andere BPUPK-Mitglieder des islamischen Lagers gebe, denen diese Formel nicht weit genug gehe.
Um diesen entgegenzukommen, schlug Wahid Hasjim am 13. Juli vor, in Artikel 29 der Verfassung, der sich mit der Religion befasst, zusätzlich die Bestimmung aufzunehmen, dass der Präsident ein Muslim sein müsse und die Staatsreligion der Islam sei, mit einer Zusatzklausel, die Nicht-Muslimen die Religionsfreiheit garantierte. Er begründete das damit, dass allein Religion eine Legitimation für Gewaltanwendung liefere und die Angelegenheit von daher für die nationale Verteidigung wichtig sei. Ein anderer BPUPK-Delegierter, Oto Iskandar di Nata, sprach sich gegen die Forderung aus, dass der Präsident ein Anhänger des Islams sein müsse, und schlug vor, die sieben Wörter der Jakarta-Charta in dem Artikel über die Religion (Artikel 29) zu wiederholen.
Der Präambel-Entwurf der Jakarta-Charta wurde erneut bei einer Sitzung am 14. Juli diskutiert, unter anderem deshalb, weil er auch für die Unabhängigkeitserklärung verwendet werden sollte. Bei dieser Sitzung verlangte der Muhammadiyah-Führer Ki Bagoes Hadikoesoemo, dass in der Formel der sieben Wörter die Einschränkung bagi pemeloek-pemeloeknja („für deren Anhänger“) gestrichen werden müsse. Er sah in der Beschränkung der Verpflichtung auf die Muslime eine Beleidigung seiner Religionsgruppe. Sukarno verteidigte jedoch die Sieben-Wort-Klausel als Kompromiss, der notwendig war, um die Zustimmung der Nicht-Muslime zu gewinnen. Nach der Darstellung von Muhammad Yamin sagte er bei dieser Gelegenheit:

„Kurz gesagt, ist dies der beste Kompromiss. Deswegen hat die Kommission an dem Kompromiss festgehalten, der von dem verehrten Mitglied Muhammad Yamin ‚Jakarta Charter‘ genannt und von dem verehrten Mitglied Soekiman als ‚Gentleman Agreement‘ befürwortet wurde, auf dass er eingehalten wird zwischen dem islamischen Lager und dem nationalistischen Lager.“

Der in dem Zitat erwähnte Soekiman Wirjosandjojo (1898–1974) war ein indonesischer Politiker der Masyumi Partei. Hadikusumo lenkte erst nach der Intervention eines anderen Politikers aus dem islamischen Lager ein.
Am Abend des 15. Juli, als der neue Entwurf zu Artikel 29 der Verfassung diskutiert wurde, der jetzt ebenfalls die sieben Wörter enthielt, brachte Hadikusumo seine Forderung allerdings erneut vor. Da dieser Forderung nur wenig Aufmerksamkeit geschenkt wurde, teilte er mit, dass er mit dem Kompromiss der Jakarta-Formel nicht einverstanden sei. Da dadurch und durch andere Schwierigkeiten die Verhandlungen ins Stocken gerieten, eröffnete Sukarno die Sitzung des letzten Tages (16. Juli) mit der Bitte an die nationalistische Gruppe, in ein großes Opfer einzuwilligen, nämlich zuzulassen, dass neben den sieben Wörtern der Jakarta-Charta auch der Artikel aufgenommen wird, dass der Präsident der Republik Indonesien ein indonesischer Muslim sein muss. Da die nationalistische Gruppe dieser Bitte nachkam, beschloss die BPUPK einen Verfassungsentwurf, der nicht nur an zwei Stellen – in der Präambel und in Art. 29 – die sieben Wörter enthielt, die die Muslime zur Einhaltung der Scharia verpflichteten, sondern auch die Bestimmung, dass der Präsident ein Muslim sein musste.

### Die Verwerfung der Sieben Wörter nach der Unabhängigkeitserklärung

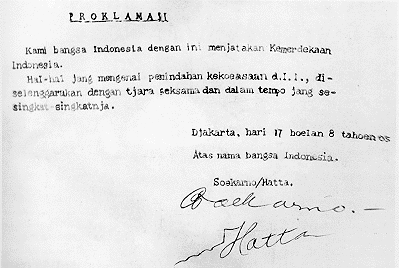
Die indonesische Unabhängigkeitserklärung vom 17. August 1945

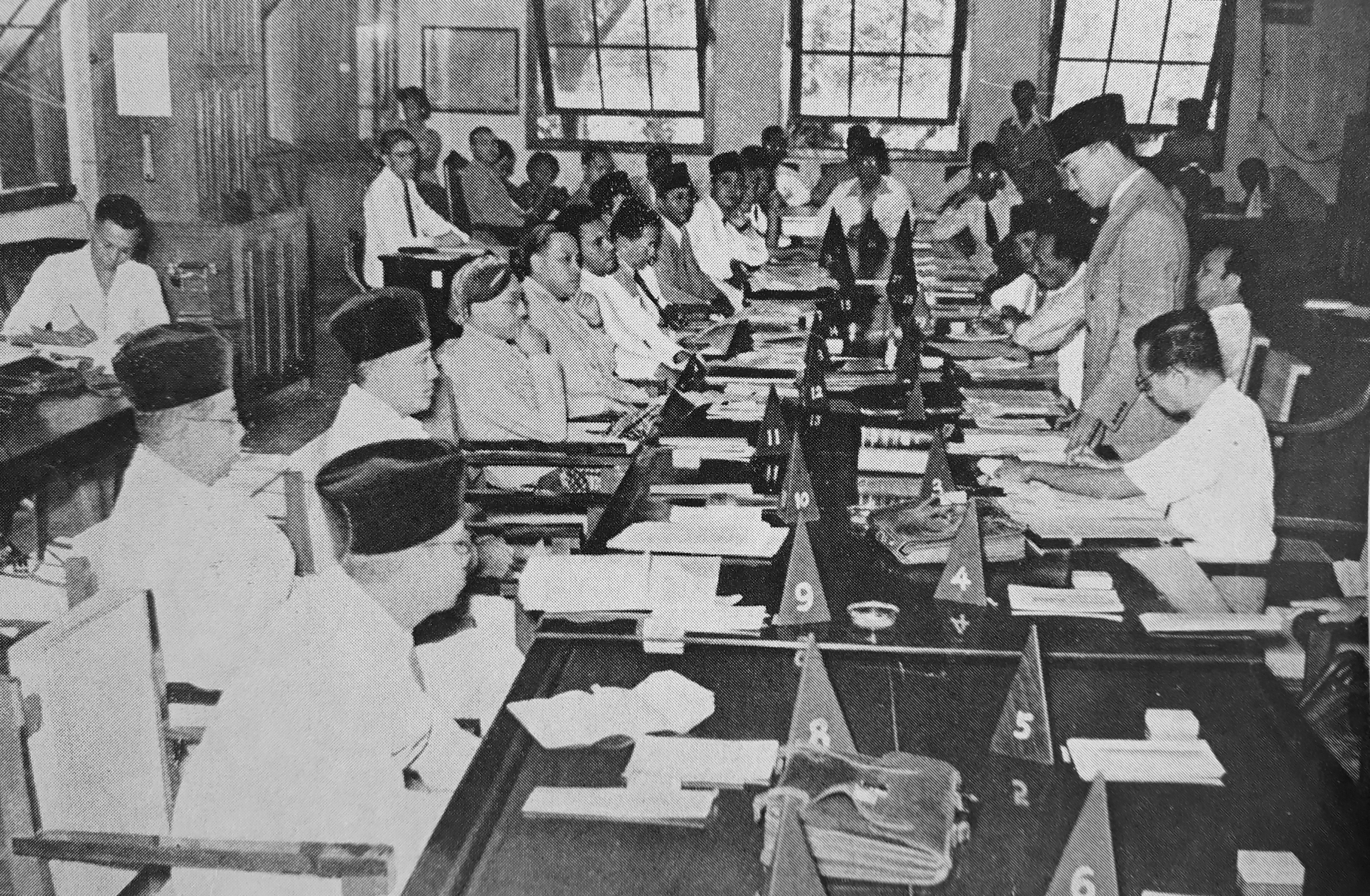
Die Sitzung des PPKI am 18. August 1945

Die schnellen politischen Entwicklungen nach den Atombombenabwürfen auf Hiroshima und Nagasaki (6. und 9. August) und der Rede von Kaiser Hirohito zur Beendigung des Krieges (15. August) ließen eine Situation entstehen, in der alle Konzessionen, die man während der zweiten Konferenz der BPUPK den islamischen Gruppen gemacht hatte, wieder rückgängig gemacht wurden. Am 14. oder 15. August 1945 wurde von japanischer Seite eine neue Kommission eingesetzt, die Kommission zur Vorbereitung der indonesischen Unabhängigkeit (Panitia Persiapan Kemerdekaan Indonesia – PPKI). Ihr gehörten nur vier von den neun Unterzeichnern der Jakarta-Charta an, nämlich Sukarno, Mohammad Hatta, Achmad Soebardjo und Wahid Hasjim.
Dieses Gremium kam am 18. August 1945, also einen Tag nach der Indonesischen Unabhängigkeitserklärung zusammen, um über die Staatsverfassung abzustimmen. Mohammad Hatta führte am Morgen mit den anwesenden Delegierten ein Vorgespräch, bei dem er vorschlug, die sieben umstrittenen Wörter sowohl in der Präambel als auch in Art. 29 wieder zu streichen. Wie Hatta später in seinem Buch „Rund um die Proklamation vom 17. August 1945“ (Sekitar Proklamasi 17 Agustus 1945) berichtete, war am Vorabend ein japanischer Marine-Offizier zu ihm gekommen und hatte ihn darüber informiert, dass christliche Nationalisten aus den östlichen Regionen Indonesiens die Sieben-Wörter-Klausel der Jakarta-Charta als religiöse Diskriminierung ablehnten und es im Falle ihrer Beibehaltung vorzogen, außerhalb der Republik Indonesien zu stehen. In dem Entwurf, den Hatta dem Gremium vorlegte, waren noch verschiedene andere Formulierungen verändert, um religiöse Neutralität herzustellen. So war der Ausdruck ke-Toehanan („Göttliche Herrschaft“, „Glaube an Gott“) durch ke-Toehanan Jang Maha Esa („Herrschaft Gottes des All-Einen“, „Glaube an Gott den All-Einen“) ersetzt, und als Titel für die Präambel stand nicht der arabische Begriff „Mukadimah“, sondern das indonesische Wort „Pembukaan“. Die PPKI nahm die Verfassung in dieser Form am 18. August 1945 einstimmig an. So wurde die Verfassung ohne den Zusatz der sieben Wörter verabschiedet.
Über den Grund, warum das PPKI-Gremium die Änderung des Verfassungsentwurfs ohne Widerstand hinnahm, wurde später viel gerätselt. Unter anderem wird angeführt, dass dieses Gremium eine völlig andere Zusammensetzung hatte als das BPUPK. Nur 12 Prozent gehörten dem islamischen Lager an (gegenüber 24 Prozent in der BPUPK). Von den neun Unterzeichnern der ursprünglichen Jakarta-Charta waren an diesem Tag nur drei Personen anwesend. Keiner davon gehörte jedoch dem islamischen Lager an; Wahid Hasjim, der von Surabaya anreiste, kam erst einen Tag später, am 19. August, in Jakarta an. Daneben wird darauf verwiesen, dass das Land zu dieser Zeit von alliierten Truppen umgeben war, sich in einer gefährlichen Lage befand und die Verteidigung der gerade erst errungenen Unabhängigkeit höchste Priorität hatte.
Die Vertreter des politischen Islams waren mit der Änderung des Verfassungsentwurfs allerdings nicht einverstanden. Ihre Enttäuschung wurde dadurch noch gesteigert, dass das PPKI-Gremium am 19. August die Schaffung eines eigenen Religionsministeriums ablehnte. Im November 1945 gründeten sie in Anlehnung an das unter japanischer Besatzung gegründete islamische Repräsentativgremium die Masjumi-Partei, die die Wiedereinsetzung der Jakarta-Charta forderte. Lediglich das Erscheinen niederländischer Truppen, die das Land wieder zu besetzen versuchten, zwang sie zur Zusammenarbeit mit der republikanischen Regierung.

## Diskussionen um die Jakarta-Charta nach Aufhebung der Verfassung von 1945

### Forderungen der islamischen Parteien nach Anerkennung der Jakarta-Charta
Am 27. Dezember 1949 wurde die Verfassung von 1945 durch eine neue Verfassung ersetzt, die Verfassung der Vereinigten Staaten von Indonesien. Diese wurde am 17. August 1950 wiederum durch die Provisorische Verfassung von Indonesien ersetzt. Schon bei den Debatten, die der Annahme der Provisorischen Verfassung von 1950 vorausgingen, forderte die Masyumi-Partei immer wieder die institutionelle Anerkennung der Jakarta-Charta. Abikoesno Tjokrosoejoso, der zur Neuner-Kommission gehört hatte, veröffentlichte 1953 ein Pamphlet mit dem Titel „Die islamische Umma von Indonesien vor den Allgemeinen Wahlen“, auf deren erster Seite die Jakarta-Charta abgedruckt war, als das Ideal, dem nachzustreben war.

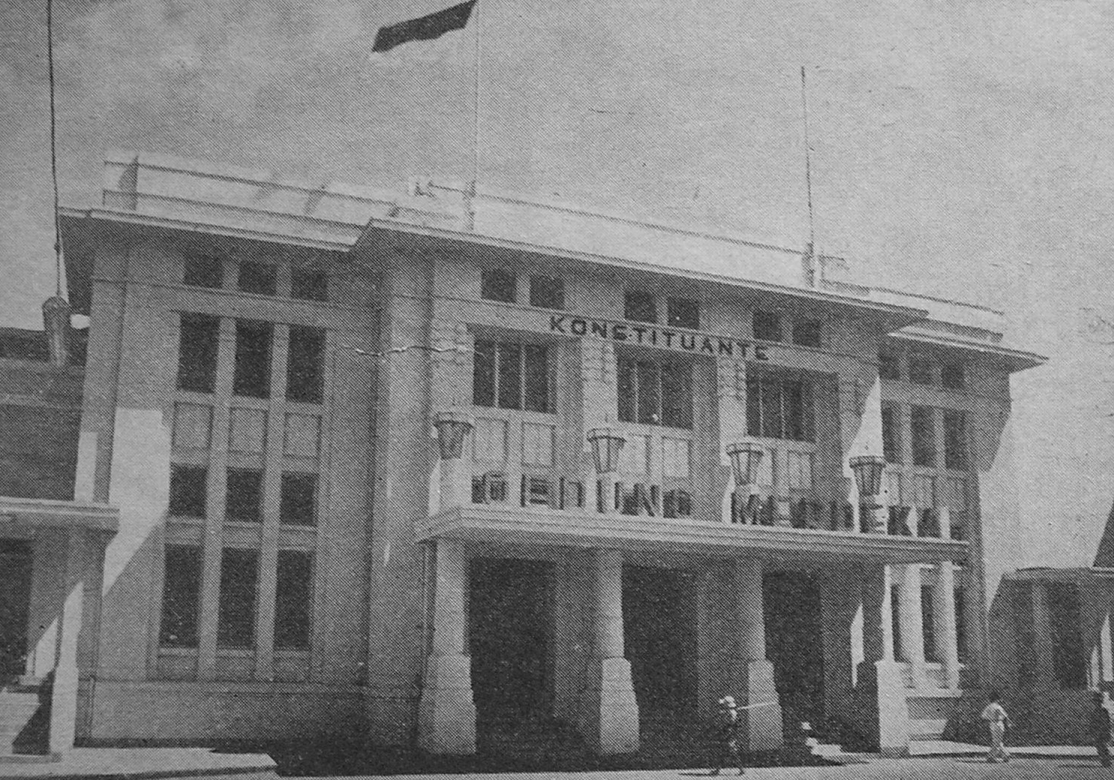
Das Gebäude in Bandung, in dem von 1956 bis 1959 die Konstituante tagte.

Auch in der Konstituante, der Verfassungsgebenden Versammlung, die im Dezember 1955 gewählt wurde, um eine permanente Verfassung für Indonesien auszuarbeiten, war die Jakarta-Charta ein wichtiges Thema. Insgesamt bestand das Gremium aus 514 Abgeordneten, von denen 230, also 44,8 Prozent, dem sogenannten islamischen Block angehörten, während die meisten anderen Abgeordneten Parteien angehörten, die säkular ausgerichtet waren. Den islamischen Block, dem insgesamt acht Parteien angehörten (Nahdlatul Ulama, Masyumi, PSII, Perti und vier kleinere Gruppen), einte die Auffassung, dass die Streichung der sieben Wörter der Jakarta-Charta eine falsche und verhängnisvolle Entscheidung gewesen sei, die die muslimischen Gruppe in der PPKI nur aufgrund der Notumstände der Zeit zugelassen hatte sowie aufgrund des Versprechens von Sukarno, dass eine gewählte Volksversammlung das Problem in der Zukunft wieder aufgreifen würde. Abdoel Kahar Moezakir, ein Mitglied der Neuner-Kommission, das sich der Masyumi-Partei angeschlossen hatte, beschrieb die Streichung der sieben Wörter als einen „Verrat“, durch den die Pancasila selbst zerstört worden sei, weil, wie er meinte, die Prinzipien, die die Moralität der in die Jakarta-Charta aufgenommenen Pancasila hervorgebracht hatten, der Form der Pancasila abhandengekommen seien. Während der Arbeiten der Konstituante in den folgenden Jahren forderte die Masyumi-Partei, mit 112 Abgeordneten die größte islamische Partei innerhalb des Gremiums, immer wieder die institutionelle Anerkennung der Jakarta-Charta.

### Zusagen der Regierung im Frühjahr 1959
Da sich die Mitglieder der Konstituante nicht auf eine neue Verfassung einigen konnten, sprach sich das Militär, vertreten durch General Abdul Haris Nasution, am 13. Februar 1959 für die Rückkehr zur ersten Verfassung von 1945 aus. Sukarno unterstützte diesen Vorschlag, weil er hoffte, seine Idee der „Gelenkten Demokratie“ auf diese Weise besser umsetzen zu können. Am 19. Februar verabschiedete sein Kabinett einstimmig eine Resolution „zur Realisierung der Gelenkten Demokratie innerhalb des Rahmens einer Rückkehr zur Verfassung von 1945“. In den 24 Punkten dieser Resolution wurde die Meinung zum Ausdruck gebracht, dass die Verfassung von 1945 eine bessere Garantie für die Umsetzung der Gelenkten Demokratie böte. Punkt 9 lautete: „Um dem Wunsch der islamischen Gruppen näherzukommen, in Verbindung mit Wiederherstellung und Aufrechterhaltung der öffentlichen Sicherheit, wird die Existenz der Jakarta-Charta vom 22. Juni 1945 anerkannt.“ In der „Erklärung“ wurde ergänzt, dass „der Zweck der Rückkehr zur Verfassung von 1945 die Wiederherstellung des gesamten nationalen Potentials einschließlich der islamischen Gruppen sei, um sich auf die Wiederherstellung der öffentlichen Sicherheit und die Entwicklung auf allen Feldern konzentrieren zu können“. Die Erwähnung der Jakarta-Charta war also intendiert als eine freundliche Geste gegenüber den Führern der Darul-Islam-Bewegung in West-Java, Südsulawesi und Aceh sowie gegenüber anderen islamischen Politikern im Parlament und der Konstituante, die mit der Ideologie der Darul-Islam-Bewegung sympathisierten. Die Rückkehr zur Verfassung von 1945 sollte in der Weise erreicht werden, dass der Präsident bei einer Sitzung der Verfassungsgebenden Versammlung diese dazu drängen sollte, diese Verfassung als die endgültige Verfassung Indonesiens zu akzeptieren, wobei besondere Vereinbarungen hinsichtlich der Existenz der Jakarta-Charta getroffen werden sollten.

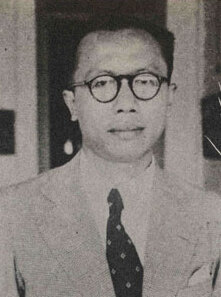
Premierminister Djuanda Kartawidjaja (1957–1959)

Am 3. und 4. März 1959 wurde dem Parlament die Gelegenheit gegeben, Fragen über diese Resolution des Kabinetts zu stellen, die von der Regierung schriftlich beantwortet werden sollten. Eine Anzahl von Vertretern der islamischen Parteien bat um Aufklärung über den Satz zur Jakarta-Charta. Anwar Harjono von der Masyumi-Partei stellte die Frage, ob dieser bedeute, dass die Jakarta-Charter als Dokument die gleiche Gesetzeskraft haben würde wie die Verfassung, oder nur die Existenz dieses historisches Dokuments anerkannt werden sollte, um es „gelegentlich im Zusammenhang mit öffentlicher Sicherheit zu nutzen“. Premierminister Djuanda Kartawidjaja antwortete darauf, dass die Jakarta-Charta, obwohl nicht Teil der Verfassung von 1945, dennoch ein historisches Dokument sei, welches beträchtliche Bedeutung für den Freiheitskampf des indonesischen Volkes und für den Entwurf der Präambel der Verfassung gehabt habe. Achmad Sjaichu von der Nahdhlatul Ulama wollte wissen, ob die Anerkennung der Jakarta-Charta Gesetzeskraft erlangen sollte, so dass der Ausdruck „Glaube an Gott“ (ketuhanan) in der Präambel von 1945 um die berühmten sieben Wörter ergänzt werden würde. Und er fragte, ob es möglich sein würde, auf dieser Basis eine Gesetzgebung zu schaffen, die sich in Übereinstimmung mit dem islamischen Recht befindet? Er erhielt von Djuanda zur Antwort, dass die Anerkennung der Existenz der Jakarta-Charta als ein historisches Dokument für die Regierung auch die Anerkennung ihres Einflusses auf die Verfassung von 1945 sei. Dieser Einfluss erstrecke sich nicht nur auf die Präambel, sondern auch auf Artikel 29 zur Religion und Religionsfreiheit, der die Basis für die weitere Gesetzgebung auf dem religiösen Feld sein müsse.
Präsident Sukarno hielt am 22. April 1959 vor der Verfassungsgebenden Versammlung in Bandung eine lange Rede, in der er nochmals dazu aufrief, zur Verfassung von 1945 zurückzukehren, und hinsichtlich der Jakarta-Charta äußerte, dass es die Botschaft des Leidens des Volkes (amanat penderitaan rakyat) sei, die ihr Leben verliehen habe. Die Jakarta-Charta habe die Wünsche umfasst, die in der Botschaft des Leidens des Volkes enthalten seien, nämlich die gerechte und wohlhabende Gesellschaft, den unitarischen Einheitsstaat und die Beratung in dem Einkammersystem. Die Jakarta-Charta sei ein historisches Dokument, das der Verfassung von 1945 vorausgegangen sei und sie beeinflusst habe. Aus diesem Grund werde er später den Originaltext der Jakarta-Charta dieser Sitzung der Konstituante aushändigen. Sukarno gab bekannt, dass im Falle der Zustimmung der Konstituante die neue Regelung in einer Charta, der Bandung-Charta, deklariert werden sollte, die die „Anerkennung der Jakarta-Charta als historischem Dokument“ enthalten würde.

### Auseinandersetzungen um die Jakarta-Charta in der Konstituante
Bei den folgenden Sitzungen der Konstituante wurde die Jakarta-Charta von den islamischen Führern mehrfach wieder auf die Tagesordnung gesetzt. Insbesondere Saifuddin Zuhri von der Nahdlatul Ulama (NU), der später Minister für religiöse Angelegenheiten wurde, maß dem Problem der Jakarta-Charta große Bedeutung zu. Er forderte die Regierung auf, festzulegen, dass die Jakarta-Charta gesetzliche Bedeutung für die Gegenwart habe und als eine Quelle für die Realisierung islamischer Gesetzgebung für die Muslime benutzt werden könne. Umgekehrt betonten Vertreter christlicher Parteien, dass für sie die Jakarta-Charta nur ein historisches Dokument und der Vorläufer der Präambel sei, so dass sie auch nicht als Gesetzesquelle dienen könne und dürfe. Abdoel Kahar Moezakir, einer der neun Unterzeichner der Jakarta-Charta, brachte sein Bedauern darüber zum Ausdruck, dass die Regierung die Jakarta-Charta nur deswegen wieder auf die politische Tagesordnung gesetzt hatte, um damit die islamische Gemeinschaft zu besänftigen, nicht aber um sie zur Grundlage der Verfassung zu machen. Vertreter der islamischen Parteien Perti und PSII stellten in Aussicht, die Rückkehr zur Verfassung von 1945 zu unterstützen, wenn gleichzeitig die Jakarta-Charta zur Präambel der Verfassung gemacht würde. Die Vertreter der PSII forderten allerdings, dass die sieben Wörter der Jakarta-Charta zusätzlich in Artikel 29 der Verfassung aufgenommen werden müssten.

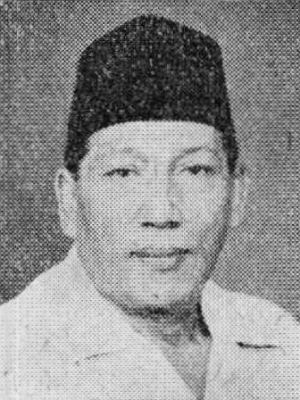
Der NU-Politiker Zainul Arifin verglich die Jakarta-Charta mit dem im Lichtvers genannten göttlichen Licht.

Höhepunkt der Debatte war eine Rede, die NU-Führer H. Zainul Arifin am 12. Mai 1959 hielt, in der er die These vertrat, dass im Grunde genommen nicht die Präambel der Verfassung, sondern die Jakarta-Charta die wahre Basis der Republik Indonesien sei, weil sie den Weg zur Proklamation der Republik Indonesien geebnet habe. In Anspielung an den Lichtvers des Korans verglich er die Jakarta-Charta mit dem Licht der Lampe, welches wie ein funkelnder Stern eine ewige Quelle des Lichts für die Verfassung bilde, um die dunkle Straße, auf der das indonesische Volk wandele, zu beleuchten. Deshalb müsse sie auch als die grundlegende Norm für den Staat und seine Gesetzgebung anerkannt werden. Andere Mitglieder der Konstituante von der Kommunistischen Partei und der Christlichen Partei traten dieser Sichtweise entgegen und betonten in ihren Reden, dass die Jakarta-Charta lediglich ein Entwurf gewesen sei.
Premierminister Djuanda Kartawidjaja erklärte am 21. Mai in der Konstituante, dass die Anerkennung der Existenz der Jakarta-Charta zwar nicht bedeute, dass dieses historische Dokument weiter gültig sei oder Gesetzeskraft besitze, doch werde dadurch anerkannt, dass die Jakarta-Charta die Verfassung von 1945 mit Leben versehen habe, insbesondere die Präambel und Artikel 29, der die Basis für das Rechtsleben im Bereich der Religion bilden solle. Um die Sichtweise der Regierung in eine verbindlichere Form zu bringen, präsentierte er einen Entwurf für die von Sukarno angekündigte Bandung-Charta, die eben diese Aussage enthielt und der die Jakarta-Charta angehängt war. Die kleinen Unterschiede zwischen den Verlautbarungen der Regierung im Februar, April und Mai 1959 zeigen, dass diese versuchte, dem islamischen Lager immer weiter entgegenzukommen: Während in der Resolution des Kabinetts vom Februar lediglich von einer Anerkennung der Existenz der Jakarta-Charta die Rede war, ergänzte Sukarno in seinem Vorschlag vom April den Ausdruck „historisches Dokument“. Der finale Entwurf für die Bandung-Charta erkannte sogar an, dass die Jakarta-Charta eine entscheidende Rolle für die Entstehung der Verfassung von 1945 gespielt hatte.
Den Vertretern der islamischen Parteien ging dies jedoch nicht weit genug. Sie brachten am 26. Mai einen Antrag in die Konstituante ein, der eine Einfügung der sieben Wörter in Präambel und Artikel 29 vorsah. Als am 29. Mai über diesen Änderungsantrag in der Verfassungsgebenden Versammlung abgestimmt wurde, erhielt er aber nicht die notwendige Zwei-Drittel-Mehrheit: nur 201 der insgesamt 466 Abgeordneten, also 43,1 Prozent, stimmten dafür. Daraufhin verweigerten die islamischen Parteien ihre Zustimmung zur Rückkehr zur Verfassung von 1945.

## Nach der Wiedereinsetzung der Verfassung von 1945

### Sukarnos Dekret vom 5. Juli 1959 und das Memorandum von 1966

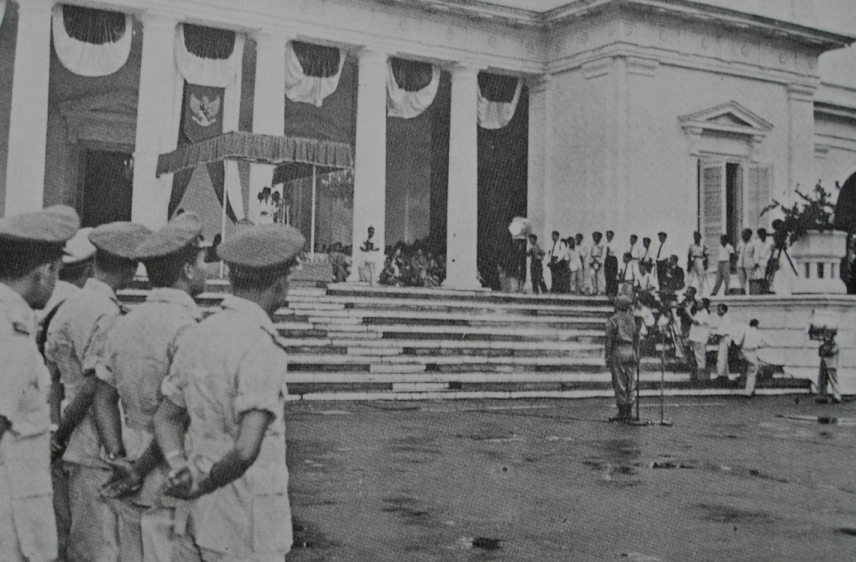
Sukarno bei der Verlesung seines Dekrets vom 5. Juli 1959

Da damit die Arbeit der Konstituante zum Stillstand gekommen war, löste Sukarno sie am 5. Juli 1959 durch ein präsidentielles Dekret auf und erhob die Verfassung von 1945 zur endgültigen Verfassung des Staates. Sukarnos Dekret enthielt auch eine Aussage hinsichtlich der Jakarta-Charta. Sie bildete eine von fünf Erwägungen im ersten Teil des Dekrets. Der Präsident bekräftigte darin seine Überzeugung, dass die Jakarta-Charta die Verfassung von 1945 mit Leben erfülle (menjiwai) und mit ihr „einen einheitlichen Verbund bilde“ (merupakan rangkaian kesatuan). Diese Aussage soll teilweise das Ergebnis der Bemühungen des NU-Führers Wahib Wahab gewesen sein, der kurz danach zum Religionsminister ernannt wurde. Das Parlament stimmte am 22. Juni 1959 per Akklamation der Rückkehr zur Verfassung von 1945 zu.
Am 22. Juni 1963 wurde zum ersten Mal der Jahrestag der Jakarta-Charta gefeiert. General Abdul Haris Nasution, der zu dieser Zeit Verteidigungsminister war, hielt eine Rede, in der er mutmaßte, dass in die Jakarta-Charta viel von der „Weisheit“ (hikma) der islamischen Gelehrten und Führer eingeflossen sei, die sich vorher mit Briefen an das Sekretariat der Djawa Hōkōkai gewandt hatten. Um die enge Verbindung von Verfassung und Jakarta-Charta deutlich zu machen, las Sukarno am 5. Juli 1963, dem vierten Jahrestag seines Dekrets, Jakarta-Charta und Präambel der Verfassung nacheinander laut vor.
Der „Repräsentativrat des Volkes zur gegenseitigen Hilfe“ (Dewan Perwakilan Rakyat Gotong Royong; DPRGR), ein von Sukarno im Rahmen der Gelenkten Demokratie neu geschaffenes Gremium, verabschiedete am 9. Juni 1966 ein Memorandum über die Quellen des indonesischen Rechts, das am 5. Juli 1966 durch ein Dekret der neu eingeführten Provisorischen Beratenden Volksversammlung (Majelis Permusyawaratan Rakyat Sementara; MPRS) ratifiziert wurde. In diesem Dekret Nr. XX/1966 wurde noch einmal die historische Rolle der Jakarta-Charta im Verfassungsprozess bekräftigt: „Die Formulierung der Präambel von 1945 gründete sich in der Tat auf den Geist der Jakarta-Charta, und die Jakarta-Charta gründete sich auf den Geist von Sukarnos Rede vom 1. Juni 1945, die jetzt als die Rede über ‚Die Geburt der Pancasila‘ bekannt ist.“ Gleichzeitig wurde in dem Dekret aber auch klargestellt, dass die Präambel der Verfassung von 1945 mit der Pancasila durch niemanden mehr geändert werden könne, auch nicht durch die Beratende Volksversammlung, weil eine Änderung der Verfassung gleichbedeutend mit der Auflösung des Staates sei. Im Vergleich zur Pancasila war also die Position der Jakarta-Charta unklar und schwach, aber immerhin wurde sie in diesem Dekret erwähnt.

### Muslimische Forderungen nach Umsetzung der Jakarta-Charta
Die verschiedenen politischen Lager interpretierten die offiziellen Aussagen zur Jakarta-Charta allerdings sehr unterschiedlich. Während die Nationalisten und andere nicht-islamische und anti-islamische Parteien betonten, dass diese Aussage lediglich unter den Erwägungen erwähnt sei und ihr deswegen nicht die gleiche Gesetzeskraft zukomme wie dem Dekret, meinten die islamischen Gruppen, dass durch dieses Dekret die Jakarta-Charta mit ihren „sieben Wörtern“ gesetzliche Bedeutung erhalten habe und die Muslime dazu angehalten seien, die Scharia anzuwenden. Das bedeute auch, dass für die muslimischen Bewohner Indonesiens spezielle islamische Gesetze gemacht werden könnten.
Der NU-Politiker Saifuddin Zuhri, der 1962 das Amt des Religionsministers übernommen hatte, verkündete 1963 bei Jahrestag der Jakarta-Charta in einer Rede, dass die Jakarta-Charta Initialfunken der Nationalen Revolution gewesen sei, Verfassungsstatus besitze und klaren Einfluss auf jede Gesetzgebung des Staates und das ideologische Leben des ganzen Volkes habe. Er formulierte bei dieser Gelegenheit auch eine neue Aufgabenbeschreibung für sein Ministerium, indem er erklärte, dass die Arbeit der Behörde darauf abziele, „das präsidentielle Dekret bezüglich der die Verfassung von 1945 inspirierenden Jakarta-Charta umzusetzen“. Bei Gelegenheit des vierzigsten Geburtstags der Nahdlatul Ulama im Januar 1966 fand eine Parade statt, bei der die Menschen Transparente trugen, auf denen sie ihrem Wunsch nach Rückkehr zur Jakarta-Charta Ausdruck gaben. In der Provinz Aceh gründeten im gleichen Monat Ulama eine eigene Vereinigung, mit dem expliziten Ziel, die Jakarta-Charta umzusetzen und die Scharia in der Provinz einzuführen, wobei sie auf Sukarnos Dekret von 1959 Bezug nahmen.
Eine eher zurückhaltende Haltung nahm dagegen der reformistische muslimische Politiker Mohamad Roem ein. In einer Gedenkrede an der Islamischen Universität von Medan im Februar 1967 betonte er, dass Muslime ohnehin verpflichtet seien, das islamische Recht einzuhalten, ganz gleich ob die Jakarta-Charta in der Präambel der Verfassung und in dem Dekret des Präsidenten Sukarno enthalten sei oder nicht. Die Jakarta-Charta besitze eine permanente Bedeutung, aber nicht in gesetzlichem Sinne, sondern vielmehr in spirituellem Sinne. Die permanente religiöse Bedeutung der Jakarta-Charta, die in Sukarnos Dekret erwähnt sei, bestehe darin, dass sie die muslimischen Bürger an ihre Verantwortung vor Gott erinnere, das islamische Recht einzuhalten.
Mit dieser Haltung stand Mohamad Roem im muslimischen Lager allerdings weitgehend allein. Während der Sitzung der MPRS im März 1968 forderten NU-Mitglieder und Anhänger der Partai Muslimin Indonesia, die Jakarta-Charta auch in die Allgemeinen Richtlinien der Staatspolitik (Garis-garis Besar Haluan Negara: GBHN) aufzunehmen, doch konnten sie sich aufgrund des Widerstands des Militärs, der Christen und der säkularen Nationalisten mit dieser Forderung nicht durchsetzen.

### Christen und Muslime im Streit um die historische Bedeutung des Dokuments

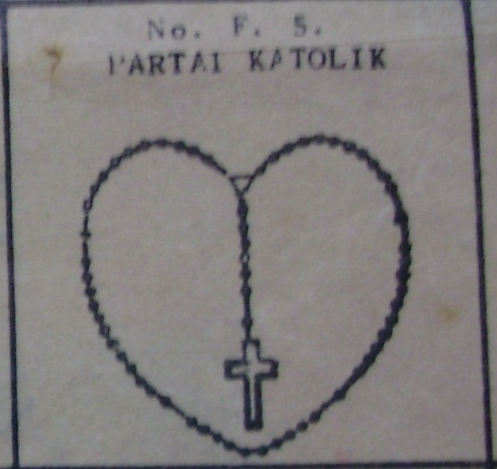
Das Logo der Katholischen Partei Indonesiens auf einem Stimmzettel

Nach der MPRS-Sitzung vom März 1968 erreichte die Debatte um die Jakarta-Charta einen neuen Höhepunkt mit mehreren polemischen Schriften von christlicher und muslimischer Seite. Das katholische Magazin Peraba veröffentlichte eine Reihe von Artikeln der Katholischen Partei und säkularer Nationalisten, die die Argumente der Befürworter der Jakarta-Charta kritisierten. Die katholische Partei argumentierte, dass die Jakarta-Charta niemals Gesetzeskraft besessen habe, weil sie lediglich der Entwurf zur Präambel der Verfassung gewesen sei. Unter Berufung auf Sajuti Melik, eines der Mitglieder der PPKI, argumentierte die Partei, dass es kaum Belege dafür gebe, dass die Unterkommission der BPUPK den Entwurf der Präambel überhaupt signiert habe. Es sei lediglich Mohammad Yamin gewesen, der diesen Entwurf dann Jakarta-Charta genannt hätte. Da es sich lediglich um einen Entwurf gehandelt habe, habe die PPKI das Recht gehabt, die sieben Wörter fallen zu lassen. Hinsichtlich des Dekrets von 1959 betonte die Partei, dass das darin enthaltene Wort „inspiriert“ bedeute, dass die Präambel von 1945 aus der Jakarta-Charta hervorgehe, nicht aber, dass die „sieben Wörter“ in das indonesische Rechtssystem übernommen werden müssen. Anderenfalls hätte das Dekret besagen müssen, dass die Jakarta-Charta die Präambel der Verfassung von 1945 ersetzt. Außerdem spiegele diese Aussage lediglich Sukarnos persönliche Überzeugung, die keinerlei Gesetzeskraft habe.
Der Herausgeber der Zeitschrift argumentierte, dass diejenigen, die die Anerkennung der Jakarta-Charta forderten, gegen die Einheit und Integrität der Nation verstoßen würden, und wies die Behauptung, dass die Unabhängigkeitserklärung etwas mit der Jakarta-Charta zu tun habe, zurück. Verschiedene Jungpolitiker, die nicht mit den japanischen Kolonialbehörden zusammenarbeiten wollten, hätten großen Wert darauf gelegt, dass die Unabhängigkeit nicht mit den Japanern in Verbindung gebracht würde. Deshalb hätten sie sich geweigert, in der Deklaration irgendwelche Wörter aus der Jakarta-Charta zu benutzen, da sie diese als ein Produkt der von den Japanern eingesetzten BPUPK-Kommission betrachteten.
Muslimische Politiker versuchten im Gegenzug zu zeigen, dass die Unabhängigkeitserklärung sehr stark mit der Jakarta-Charta verbunden und auf sie gegründet war. Besonders scharfe Töne schlug der reformistische muslimische Führer Hamka (1908–1981) an. Er argumentierte, dass vor der Jakarta-Charta die Bewegung für die Unabhängigkeit Indonesiens in zwei Gruppen – die islamische und die nationalistische – gespalten gewesen sei, die sich gegenseitig nicht respektiert hätten. Allein der in der Jakarta-Charta formulierte Kompromiss habe die beiden Gruppen zusammengeführt, doch sei dieser nach der Unabhängigkeit in betrügerischer Weise von den Nationalisten aufgekündigt worden. Etwas moderater äußerte sich der Religionsminister Mohammad Dachlan. Bei einer Rede zum Jahresgedenken an die Jakarta-Charta im Juni 1968 sagte er, dass dieses Dokument ein Schritt hin zur Unabhängigkeit gewesen sei, der als Triebfeder und Inspirationsquelle der indonesischen Nation für den Kampf zur Verteidigung der Unabhängigkeit gedient habe. Der Inhalt der Unabhängigkeitserklärung stimme mit der Aussage der Jakarta-Charta überein und habe den Abschluss der Bewegung für die indonesische Unabhängigkeit im 20. Jahrhundert markiert. Sukarnos Dekret von 1959 und das 1966 von der MPRS ratifizierte Memorandum der DPRGR hätten deutlich gemacht, dass die Jakarta-Charta eine gültige Rechtsquelle im Lande sei. Die katholische Zeitschrift Peraba veröffentlichte daraufhin einen Artikel der katholischen Jugend, in dem diese Dachlans Amtsverständnis kritisierte, die Auflösung des Religionsministeriums vorschlug und warnte, dass in Indonesien der Islam praktisch die Religion des Staates geworden sei.
Das Militär war hinsichtlich der Jakarta-Charta gespalten. Abdul Haris Nasution, der Sprecher des Volkskongresses, erklärte im Juli 1968 auf einem Seminar in Malang über „Die Entwicklung der islamischen Gemeinschaft“, dass er die Idee der Gründung eines islamischen Staates ablehne, aber den Wunsch der Muslime nach Wiedereinsetzung der Jakarta-Charta befürworte. Als aber im Juni 1968 ein Verein islamischer Studenten und Schüler den Jahrestag der Jakarta-Charta öffentlich feiern wollte, erteilte der Militärgouverneur von Jakarta nicht die Erlaubnis dazu. Die Regierung forderte die Beamten dazu auf, keinerlei Erklärungen zur Jakarta-Charta abzugeben und auch an der Feier nicht teilzunehmen. Im nächsten Jahr verbot der Militärkommandeur der in Pontianak stationierten Tanjung Pura Division das Feiern des Jahrestags der Jakarta-Charta, mit dem Argument, dass die Ideologie des Staates in der Präambel der Verfassung von 1945 festgelegt sei.

### Projekte zur Umsetzung der Jakarta-Charta in der Praxis
Die Haltung der Vertreter des politischen Islam war ab den späten 1960er Jahren dadurch bestimmt, dass sie den Inhalt der Jakarta-Charta jetzt über die Gesetzgebung umzusetzen versuchten. Allerdings standen sie dabei zunächst vor der Aufgabe, zu definieren, was die Pflicht zur Umsetzung der Scharia eigentlich bedeutet.
Mohammad Saleh Suaidy, ein früherer Masyumi-Aktivist, hat später im Rückblick geäußert, dass man in den späten 1960er Jahren eine Umsetzung der Jakarta-Charta über die folgenden Punkte zu erreichen suchte: (1) Verabschiedung des Islamischen Ehegesetzes, das zu dieser Zeit noch im Parlament diskutiert wurde; (2) Verwaltung der Zakāt-Einsammlung und -Verteilung mit der Aussicht auf die spätere Einführung eines Zakāt-Gesetzes; (3) Vereinheitlichung des Curriculums der islamischen Schulen im Lande; (4) Verbesserung der Effizienz und Koordination der Daʿwa-Aktivitäten; (5) und Reaktivierung des Islamischen Wissenschaftsrats (Majelis Ilmiah Islam) als einer Institution zur Entwicklung islamischer Normen. Zur Erreichung des zweiten Ziels wurde schon 1968 in Indonesien eine halb-staatliche Agentur zur Einsammlung und Verteilung der Zakāt geschaffen, der Badan Amil Zakat (BAZ).
Im Mai 1967 wurde auch ein islamischer Ehegesetzentwurf vorgeschlagen. Die Erläuterungen des Gesetzentwurfs nahmen explizit auf die Jakarta-Charta Bezug und stellten klar, dass der Gesetzgeber diese aufgrund von Sukarnos Dekret als Teil der Verfassung betrachtete. Auf christlicher Seite sah man diese Entwicklungen jedoch mit großer Sorge. Die Katholische Partei protestierte im Februar 1969 gegen den Gesetzentwurf mit einem Memorandum. Darin forderte sie, dass sich die Regierung entscheiden müsse zwischen einem islamischen und einem säkularen Staat, und warnte, dass mit der Annahme der neuen islamischen Gesetzesprojekte die Pancasila als ideologische Basis des Staates ausgehebelt und durch die Jakarta-Charta ersetzt würde. Im Juli 1973, wurde der islamische Ehegesetzentwurf durch den Präsidenten Suharto offiziell zurückgezogen.
Insgesamt ließ das politische Programm der Orde-Baru-Periode, das ganz auf die Indoktrinierung der Pancasila-Ideologie ausgerichtet war, aber nur noch wenig Raum für Diskussionen über die Jakarta-Charta. 1973 wurden alle islamischen Parteien in einer einzigen Partei, der Partai Persatuan Pembangunan zwangsvereinigt. Anfang der 1980er Jahre zwang die Regierung alle politischen Parteien, die Pancasila zu ihrer einzigen ideologischen Basis zu machen und den Islam gegebenenfalls aus ihrem ideologischen Repertoire zu streichen.

### 1988: Neue Diskussionen anlässlich der Einführung religiöser Gerichte

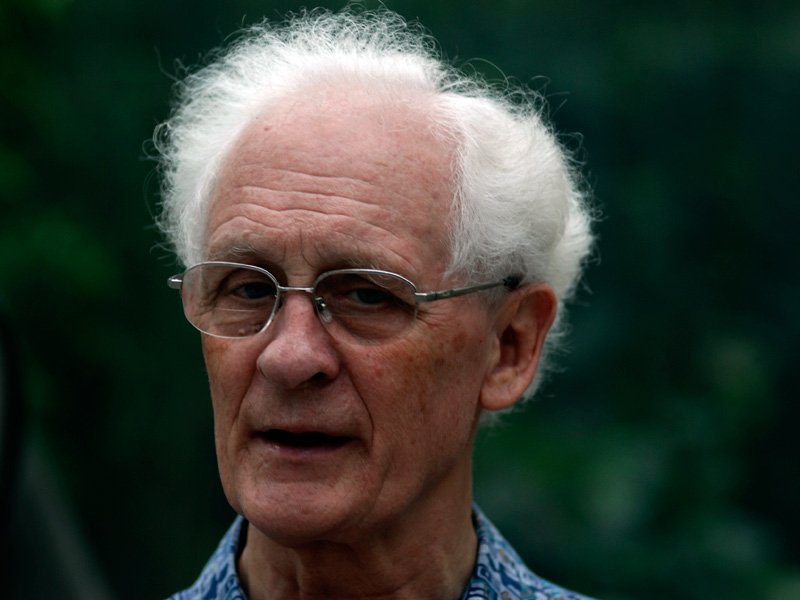
Franz Magnis-Suseno

Zu neuen Diskussionen kam er erst wieder im Jahre 1988, als die Regierung eine Gesetzesvorlage zur Einführung religiöser Gerichte präsentierte. Die Indonesische Demokratische Partei und die nicht-muslimischen und säkularen Gruppen warfen daraufhin der Regierung vor, mit diesem Gesetzesprojekt die Jakarta-Charta umsetzen zu wollen. Der jesuitische Theologe Franz Magnis-Suseno mahnte, dass die Entfernung der sieben Wörter der Jakarta-Charta aus der Präambel den Zweck gehabt habe, dass keine der sozialen Gruppen ihre spezifischen Idealen den anderen aufzwingen solle. Anfang Juli 1989 forderten Vertreter der Konferenz der indonesischen Bischöfe (KWI) und der Vereinigung indonesischer Kirchen (PGI), dass Muslime weiter die Freiheit haben müssten, zwischen religiösen und zivilen Gerichten zu wählen, weil sie sonst zur Einhaltung der Scharia verpflichtet würden, was nicht mit den Prinzipien der Pancasila übereinstimme und einer Umsetzung der Scharia gleichkomme.
Suharto reagierte auf die Kritik mit der Aussage, dass mit dem Gesetz nur die Verfassung von 1945 und die Pancasila-Idee verwirklicht werden sollten, und das Projekt keine Beziehung zur Jakarta-Charta habe.
In gleicher Weise reagierten auch die muslimischen Führer. Mohammad Natsir warf den Christen vor, dass sie durchgehend islamischen Aspirationen mit Intoleranz begegnet seien, angefangen von der von ihnen „erzwungenen“ Streichung der sieben Wörter der Jakarta-Charta über ihren Widerstand gegen den Entwurf des islamischen Ehegesetzes 1969 bis hin zu ihrem erneuten Widerstand gegen das Gesetz zur Einführung religiöser Gerichte.
Mehr Verständnis für die Argumentation der christlichen Gruppen brachte dagegen der muslimische Intellektuelle Nurcholis Madjid auf. Er äußerte, dass der Verdacht, dass das Gesetzesprojekt eine Umsetzung der Jakarta-Charta sei, durch das politische Trauma der Vergangenheit verursacht sei, man aber dieses Projekt als einen nationalen Prozess betrachten müsse. In ähnlicher Weise äußerte auch die Armee-Fraktion innerhalb des indonesischen Parlaments Verständnis gegenüber den Ängsten der Bevölkerung, dass das Gesetzesprojekt als eine Realisierung der Jakarta-Charta sei, weil es in der Vergangenheit tatsächlich mehrfach Bemühungen gegeben habe, die Pancasila-Ideologie durch Religion zu ersetzen.

## Forderungen nach Rückkehr zur Jakarta-Charta am Anfang der Reformasi-Ära (1999–2002)

### Der Vorstoß der islamischen Parteien
Nach dem Sturz Suhartos und der Aufhebung der Beschränkungen der Redefreiheit im Jahre 1998 wurden erneut Forderungen nach einem Islamstaat und der Rückkehr zur Jakarta-Charta erhoben.
Hintergrund dafür war, dass die Beratende Volksversammlung (MPR) im Oktober 1999 mit Beratungen über eine Verfassungsreform begann. Bei der jährlichen Sitzung der Beratenden Volksversammlung im Jahre 2000 starteten zwei islamische Parteien, nämlich die Vereinigte Entwicklungspartei (Partai Persatuan Pembangunan – PPP) und die Halbmond-Stern-Partei (Partai Bulan Bintang – PBB), Nachfolgepartei der Masyumi, eine politische Kampagne zur Wiederaufnahme der „sieben Wörter“ der Jakarta-Charta in die Verfassung, und zwar allein durch einen Zusatz zu Artikel 29, der sich mit der Stellung der Religion im Staat beschäftigt. Auf diese Weise sollte die Pancasila-Formel in der Präambel der Verfassung unangetastet bleiben. Artikel 29 lautet eigentlich:
1. Der Staat ist gegründet auf den Glauben an den Alleinigen Gott.
2. Der Staat garantiert die Freiheit eines jeden Bürgers, sich zu seiner jeweiligen Religion zu bekennen und seiner Religion und seinem Glauben gemäß Gottesdienst zu feiern.[108]

Der PBB-Politiker M.S. Kaban begründete die Position seiner Fraktion damit, dass sie damit nur die Konsequenzen aus Sukarnos Dekret vom 5. Juli 1959 ziehe, das die unverbrüchliche Einheit von Verfassung und Jakarta-Charta klargestellt habe. Befürchtungen, dass die Diskussion der Jakarta-Charta zur nationalen Desintegration führen könne, hielt er für unbegründet.

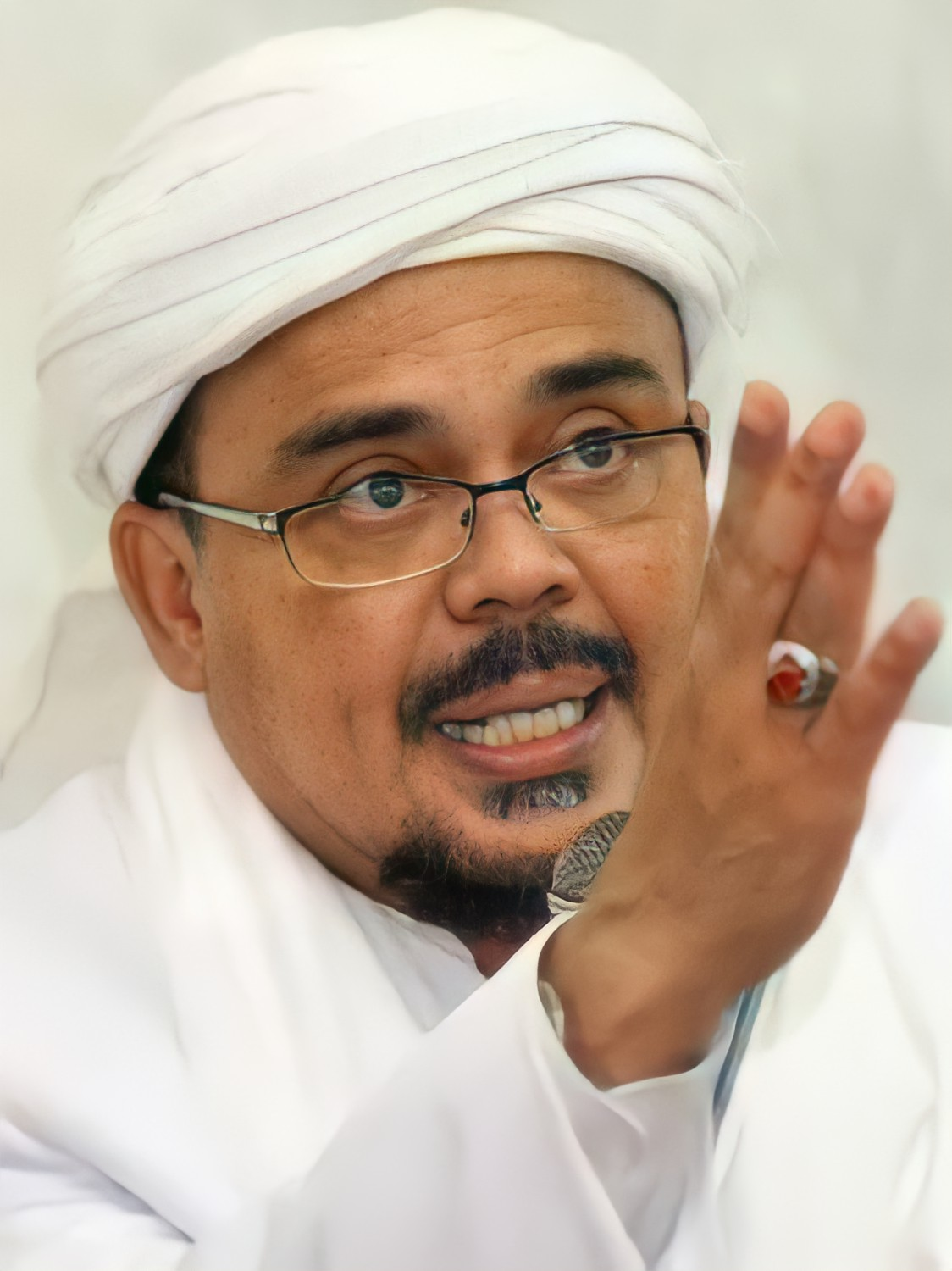
Habib Rizieq, Gründer der Front der Islam-Verteidiger

Auch der erste Kongress der indonesischen Mudschahidun im August 2000 rief zur Aufnahme der Jakarta-Charta in die Verfassung und zur Anwendung der Scharia auf. Die Kampagne wurde besonders von der Front der Islam-Verteidiger (Front Pembela Islam – FPI) unterstützt. Habib Rizieq, der Vorsitzende und Gründer der FPI, veröffentlichte im Oktober 2000 ein als „Dialog“ betiteltes Buch, in dem er die These vertrat, dass die Aufnahme der Jakarta-Charta in die Verfassung einen historischen Fehler korrigieren und eine starke moralische Basis für den indonesischen Staat bieten würde. Rizieq verwies darauf, dass Sukarno selbst die Jakarta-Charta als das Ergebnis einer sehr harten Aushandlungsarbeit zwischen islamischen und nationalistischen Gruppen bezeichnet und das Dokument ohne Zögern unterschrieben hatte. Die Auffassung, dass die Rückkehr zur Jakarta-Charta Indonesien zu einem islamischen Staat machen würde, wies er zurück. Die Jakarta-Charta sei vielmehr der mittlere Weg zwischen zwei sich gegenseitig ausschließenden Wünschen gewesen, dem Wunsch des islamischen Lagers, einen islamischen Staat zu gründen, und dem Wunsch des nationalistischen Lagers nach Gründung eines säkularen Staats. Die Weglassung der Jakarta-Charta sei ein Verrat an der Demokratie und ein Umstoß der Verfassung gewesen, der viele Seiten enttäuscht und traurig zurückgelassen habe. Die Wiedereinfügung der Formel in die Verfassung sei eine Medizin, die ihre gestohlenen Rechte wiederherstellen würde. Auf diese Weise könne ein chronischer ideologischer Konflikt gelöst werden.
Ein Sprecher der PPP argumentiere 2002, dass es in Indonesien bereits Gesetze gebe, die auf die islamische Scharia Bezug nehmen wie das Ehegesetz von 1974, das Gesetz über die religiösen Gerichte von 1989 und die Gesetze zu den Wallfahrtsdienstleistungen, zur Zakāt-Verwaltung und zur Anwendung der Scharia in Aceh von 1999. All diese gesetzlichen Entwicklungen sollten durch die Wiederaufnahme der Jakarta-Charta in Artikel 29 der Verfassung bestätigt werden. Auf Druck der FPI, der Hizb ut-Tahrir und dem Rat der indonesischen Mudschahidun (Majelis Mujahidin Indonesia; MMI) schlossen sich 2002 noch drei weitere kleinere islamische Parteien dieser Position an, die in der „Fraktion der Souveränität der Umma“ (Perserikatan Daulatul Umma; PDU) zusammengeschlossen waren. Die Position der PDU wich nur insofern von der Position der PPP und PBB ab, als sie die sieben Wörter der Jakarta-Charta an den zweiten Absatz von Artikel 29 anhängen wollten. Auf der abschließenden Sitzung der Beratenden Volksversammlung zur Verfassungsreform im Jahre 2002 wurde von der PBB und der PDU ein formaler Antrag auf Erweiterung von Artikel 29 der Verfassung um die sieben Wörter gestellt.

### Die Gegner des Vorstoßes

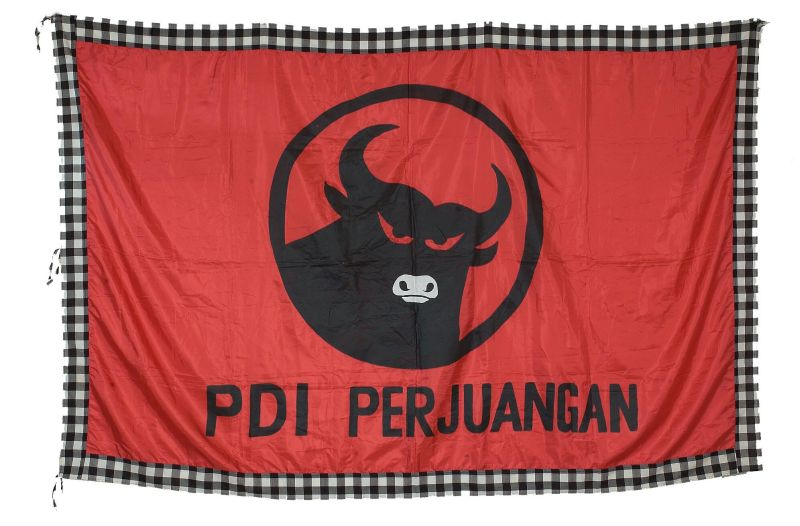
Das Logo der Partai Demokrasi Indonesia Perjuangan (PDI-P), die sich gegen die Einfügung der „Sieben Wörter“ in die Verfassung wandte.

Die Indonesische Demokratische Partei des Kampfes (Partai Demokrasi Indonesia Perjuangan; PDI-P) wandte sich dagegen entschieden gegen die Einfügung der Jakarta-Charta in die Verfassung. Auch die beiden islamischen Massenorganisationen Nahdlatul Ulama und Muhammadiyah standen dieser Initiative jetzt ablehnend gegenüber. Ahmad Syafii Ma’arif, der Vorsitzende der Muhammadiyah, äußerte im September 2001, dass eine Umsetzung der Jakarta-Charta das Land, das kurz vor dem Zusammenbruch stehe, zusätzlich belasten würde. Eine Anzahl anderer muslimischer Intellektueller wie Abdurrahman Wahid, Nurcholis Madjid, Masdar F. Mas'udi und Ulil Abshar Abdalla verwarfen den Plan ebenfalls. Die Mitglieder von Laskar Jihad in Solo waren sehr darüber enttäuscht, dass die Muhammadiya die Wiedereinsetzung der Jakarta-Charta nicht unterstützte.

### Medina-Charta: der Alternativ-Vorschlag der Reformasi-Fraktion
Um den Widerstand der säkularistischen Parteien gegen die Jakarta-Charta zu umgehen, machten zwei andere gemäßigt-islamische Parteien, die Nationale Mandatspartei (Partai Amanat Rakyat – PAN) und die Gerechtigkeitspartei (Partai Keadilan – PK), die in der sogenannten Reformasi-Fraktion zusammengeschlossen waren, noch im Jahre 2000 einen Alternativ-Vorschlag. Er sah vor, Absatz 1 von Artikel 29 durch einen religionsneutralen Zusatz zu versehen, der die Angehörigen der verschiedenen Religionen dazu verpflichtete, ihre spezifischen religiösen Vorschriften einzuhalten. Diesen geplanten Zusatz nannten sie in Anlehnung an die Gemeindeordnung von Medina als „Medina-Charta“ (Piagam Medina), weil er die religionsplurale Politik des Propheten Mohammed in seiner frühen Phase in Medina widerspiegeln sollte. Eine andere Partei, die diesen Vorschlag anfänglich unterstützte, war die Partei des nationalen Erwachens (PKB). Die PK erklärte, dass sie die Medina-Charta aus drei Gründen der Jakarta-Charta vorziehe:
1. Erstens sei die Jakarta-Charta nicht endgültig, weil sie nicht der einzige legitime Ausdruck der Umsetzung der Scharia in Indonesien sei;
2. Zweitens sei sie nicht mit dem Geist des Islams vereinbar, weil sich der Text der Jakarta-Charta nur auf die Muslime beziehe, wohingegen der Islam eine Barmherzigkeit für die ganze Welt (raḥma lil-ʿālamīn) sei;
3. Drittens sei die Medina-Charta viel näher am Kern des Islams als die Jakarta-Charta, weil sie die rechtliche Autonomie jeder Religion anerkenne, während letztere bestimmte Gläubige privilegiere.

Hidayat Nur Wahid, der Chef der PK, argumentierte, dass sich die Rolle der Jakarta-Charta als ein Kompromiss zwischen islamischen und säkularen Politikern überlebt habe. Mutammimul Ula, einer der führenden Köpfer der PK, erklärte, dass seine Partei als kleine Partei danach strebe, negativen Gefühlen, die aufgrund der Vergangenheit mit der Jakarta-Charta verbunden seien, aus dem Weg zu gehen. Die Medina-Charta setze aber wie die Jakarta-Charta das islamische Recht durch. Durch den Alternativvorschlag habe man das Dilemma lösen wollen, dass die politische Atmosphäre in Indonesien die Wiedereinfügung der Jakarta-Charta nicht erlaube, aber auf der anderen Seite die PK-Wähler die Durchsetzung des islamischen Rechts durch Änderung von Artikel 29 wünschten.

### Das Scheitern der Pläne zur Verfassungsänderung
Die Ausarbeitung von Entwürfen für weitere Verfassungsänderungen hatte der Arbeitsausschuss der MPR schon 1999 dem Ersten Ad-hoc-Komitee (Panitia Ad hoc I – PAN I), einer 45-köpfigen Unterkommission, in der alle elf Fraktionen der MPR proportional vertreten waren, übertragen. Die drei unterschiedlichen Entwürfe für Artikel 29 (Beibehaltung des Originaltextes, Jakarta-Charta und Medina-Charta) wurden im Juni 2002 in diesem Gremium ausführlich diskutiert. Als sich abzeichnete, dass die beiden Vorschläge zur Veränderung keine Mehrheit finden würden, schlug Yusuf Muhammad von der PKB am 13. Juni einen Kompromiss vor, nämlich dass das Wort kesungguhan („ernste Absicht“) das Wort kewajiban („Pflicht“) in der Sieben-Wörter-Formel ersetzen könnte, so dass sich der Satz ergäbe: „mit der ernsten Absicht der Einhaltung der Scharia des Islams durch seine Anhänger“. Als auch dieser Kompromiss keine Mehrheit fand, schlug er vor, Artikel 29, Abs. 1 unverändert zu belassen und Absatz 2 folgendermaßen abzuändern: „Der Staat garantiert die Freiheit eines jeden Individuums, seine jeweiligen religiösen Lehren und Pflichten zu erfüllen und seinem Glauben gemäß Gottesdienst zu feiern.“
Nach langen ergebnislosen Diskussionen in dem Gremium wurden die drei Alternativen im August 2002 zur Abstimmung in die Jährliche Sitzung der Beratenden Versammlung gegeben. Auch wenn in der betreffenden Sitzung Politiker von PDU und PBB noch einmal die Notwendigkeit betonten, die Einheit von Jakarta-Charta und Verfassung durch Einfügung der Sieben Wörter in Art. 29 wiederherzustellen, fand dieser Vorschlag nicht genügend Zustimmung. Keiner der beiden Pläne zur Verfassungsänderung wurde angenommen.
Auch wenn die beiden Vorschläge der islamischen Parteien abgelehnt wurden, ist erwähnenswert, dass diese Vorschläge, die die Umsetzung eines religionsrechtlichen Polyzentrismus implizieren, bei vielen Muslimen Indonesiens beachtliche Popularität genossen. Nach einer Umfrage, die die indonesische Tageszeitung Kompas im August 2002 durchführte, wurde der Vorschlag der Medina-Charta, der ein dem osmanischen Millet-System ähnliches System geschaffen hätte, von 49,2 Prozent der Befragten befürwortet, während der Vorschlag zur Durchsetzung der Jakarta-Charta von 8,2 Prozent befürwortet wurde. Nimmt man die beiden Zahlen zusammen, so lässt sich erkennen, dass die Mehrzahl der Bevölkerung zu dieser Zeit die Einführung eines „religionsrechtlichen Polyzentrismus“ befürwortete. Lediglich 38,2 Prozent der Befragten wollten dagegen damals den Originaltext von Artikel 29 beibehalten.
Die Front Pembela Islam hält bis heute an der Forderung der Restitution der Jakarta-Charta fest. Rizieq Syihab begründete das im Februar 2012 bei einer öffentlichen FPI-Veranstaltung in Bandung mit den folgenden Worten: „Bei der Pancasila von Sukarno ist der Glaube an Gott am Arsch, während er bei der Pancasila der Jakarta-Charta im Kopf ist“ (Pancasila Sukarno ketuhanan ada di pantat, sedangkan Pancasila Piagam Jakarta ketuhanan ada di kepala). Sukmawati Sukarnoputri, die Tochter von Sukarno, zeigte Rizieq Syihab aufgrund dieser Aussage im Oktober 2016 wegen Verspottung der Pancasila an. Der Prozess war Mitte 2018 noch nicht abgeschlossen.